# Quebra-pedra
O termo quebra-pedra (também popular as designações arrebenta-pedra e erva-pombinha) é a designação comum a várias plantas do gênero Phyllanthus, da família das euforbiáceas, comumente utilizada em chás caseiros para dissolver cálculos.

## Espécies e usos medicinais

### Quebra pedra (Phyllanthus acutifolius)
O termo  quebra-pedra pode ainda remeter mais especificamente ao subarbusto Phyllanthus acutifolius de até 70 cm, com raízes utilizadas contra a icterícia, possuidor de folhas verde escuras, azuladas na parte inferior, flores hermafroditas e frutos capsulares, nativo do Brasil, encontrada praticamente em todas as regiões e muito utilizado para prevenir a formação de cálculos dos rins e da bexiga.

### Quebra pedra (Phyllanthus amarus) sin.Phyllanthus niruri
Já a espécie Phyllanthus amarus apresenta substâncias anti-cancerígenas e anti-inflamatórias, além de combater o vírus da hepatite B, o fato que levou uma empresa norte-americana a patentear a planta para usá-la num medicamento contra esta doença.
Têm Como Sinônimos:
- Diasperus nanus (Hook.f.) Kuntze
- Phyllanthus amarus var. baronianus Leandri
- Phyllanthus nanus Hook.f.
- Phyllanthus niruri var. amarus (Schumach. & Thonn.) Leandri
- Phyllanthus niruri var. baronianus (Leandri) Leandri
- Phyllanthus niruri var. scabrellus (Webb) Müll.Arg.
- Phyllanthus niruroides var. madagascariensis Leandri
- Phyllanthus scabrellus Webb
- Phyllanthus swartzii Kostel.

### Outras espécies
A quebra-pedra no Brasil é também relacionada à espécie Phyllanthus tenellus, sendo que todas citadas são conhecidas por suas propriedades diuréticas e de combate aos cálculos renais.